# 小奧濟米納
49°28′9″N 23°21′54″E / 49.46917°N 23.36500°E
小奧濟米納（烏克蘭語：Мала Озимина），是烏克蘭西部的村莊，隸屬利維夫州的桑比爾區。該村始建於1406年，面積2.43平方公里，海拔高度286米，2001年人口140，人口密度每平方公里57.73人。